# Kidatu (Kraftwerk)
Kidatu ist ein Laufwasserkraftwerk am Fluss Ruaha in Tansania.

## Lage
Das Kraftwerk befindet sich rund 350 Straßenkilometer südwestlich von Daressalam direkt an der Grenze des Udzungwa-Mountains-Nationalparks. Der Stausee liegt in den drei Distrikten Kilosa, Kilombero und Kilolo. Davon gehören die beiden ersten zur Region Morogoro, Kilolo ist Teil der Region Iringa. Der Damm liegt in Kilosa, das Kraftwerk beim Ort Kidatu im Distrikt Kilombero.

## Geschichte
Der Bau des Laufkraftwerks erfolgte in zwei Bauphasen. Im Jahr 1975 wurde der Damm errichtet und zwei Turbinen mit je 50 MW Nennleistung lieferten über eine 220-KV-Leitung elektrische Energie nach Daressalam. Phase 2 wurde 1980 abgeschlossen. Dabei gingen zwei weitere Turbinen mit je 50 MW ans Netz. In den Jahren 1993 und 1994 wurden die beiden älteren Turbinen repariert, die Erregungseinrichtung getauscht und ein defekter Generator wieder in Stand gesetzt.

## Technische Beschreibung
- Stauanlage: Der Damm ist ein Schüttdamm aus Erde und Steinen und hat eine Kronenlänge von 350 Metern bei einer maximalen Höhe von 40 m.[2] Beim Höchststand hat der Stausee eine Fläche von 9,5 km² und eine Tiefe von 17 m und speichert 125 Millionen Kubikmeter Wasser. Die Stauhöhe liegt bei maximal 450 m über dem Meeresniveau.[3][4]
- Das Maschinenhaus mit seinen vier Turbinen liegt 9,6 km flussabwärts am rechten Ufer des Flusses. Dies ergibt eine Fallhöhe von 175 m.[2] Die unterirdisch gelegenen vier Francis-Turbinen von je 50 MW sind auf einen Durchfluss von 140 Kubikmetern pro Sekunde ausgelegt.[4] Mit 200 MWe[5] liefert Kidatu 36 Prozent der elektrischen Energie aus Wasserkraft für Tanesco.[2]